# 莉萨·丹尼尔斯
莉萨·丹尼尔斯（英語：Lisa Daniels，1985年3月24日—），新西兰女子花样游泳运动员。她曾代表新西兰参加2006年英联邦运动会花样游泳比赛，获得一枚铜牌。她也曾参加2008年夏季奥林匹克运动会。

## 家庭
姐姐尼娜·丹尼尔斯。